# Penaincisalia oribata
Penaincisalia oribata är en fjärilsart som beskrevs av Gustav Weymer 1890. Penaincisalia oribata ingår i släktet Penaincisalia och familjen juvelvingar. Inga underarter finns listade i Catalogue of Life.